# フセヴォロド・コンスタンチノヴィチ
フセヴォロド・コンスタンチノヴィチ（ロシア語: Всеволод Константинович、1210年6月18日 - 1238年3月4日）は、初代ヤロスラヴリ公である。在位：1218年 - 1238年。聖名イオアン。

## 生涯
フセヴォロドはウラジーミル大公コンスタンチンの次男であり、ロストフで生まれた。1215年、父コンスタンチンに従いトルジョークへの遠征に参加した。1218年に父が死亡すると、ヤロスラヴリを受領し、ヤロスラヴリ公国を開いた。『ニコン年代記』によれば、当時のヤロスラヴリは既に大都市を形成していたとされている。しかし1221年に都市の大部分が火災の被害を受けた。1224年、父が起工していた救世主顕栄修道院(ru)を完成させた。
『ラヴレンチー年代記』によれば、1224年にフセヴォロドはおじウラジーミルと共に、軍事遠征に派遣されている。しかしその目的は記されておらず、キエフ府主教をめぐる権力闘争中のキリル(ru)の元へ向かったとも、リトアニア大公国の侵入に対するウスヴャートィの戦いへ向かったとも考えられている。
1226年、兄弟のヴァシリコと共にチェルニゴフ公位をめぐり内乱中のオレグを攻め、和平条約を締結した。なお、フセヴォロドの妻オリガはオレグの娘とする説がある。1227年9月15日に、おじのウラジーミル大公ユーリーにより、ペレヤスラヴリ公位を受領したという記録があるが、既に翌年には北東ルーシに帰還しており、1228年のおじユーリーのモルドヴィン人にへの遠征に参加した。1229年に一時おじユーリーと対立するが翌年和解し、ノヴゴロド公位をめぐってチェルニゴフ公国のミハイルと対立していた、別のおじヤロスラフを支援している。
1238年、モンゴルのルーシ侵攻中の一戦闘であるシチ川の戦いで戦死した。ヤロスラヴリ公国は、子のヴァシリー(ru)、コンスタンチン(ru)が継承した。